# Bumfights
Bumfights ist eine Filmreihe, die von Indecline Films produziert wurde.
Sie werden zu den Real-Life-Videos gezählt, der erste Teil gilt als einer der bekanntesten Independentfilme.
Das Konzept der Macher der Serie bestand darin, Obdachlose mit Gegenleistungen wie zum Beispiel Bier, Nahrung oder Geld dafür zu bezahlen, um sich vor laufender Kamera zu prügeln oder entwürdigende oder degradierende Aktivitäten zu vollziehen. Neben den Kämpfen reißen sich die Darsteller beispielsweise Zähne heraus, lassen sich Schriftzüge wie „Bum Fights“ auf die Stirn tätowieren oder stürzen sich mit dem Kopf durch eine Fensterscheibe.
Der Darsteller BlingBling konsumiert vor laufender Kamera Drogen oder defäziert auf den Bürgersteig.
Anders als beim ersten Teil werden bei den Fortsetzungen (Teil 2 bis 4) kaum Schlägereien unter Obdachlosen eingespielt, sondern anscheinend eingesendete Home-Videos von Privatpersonen, die oftmals reale Schlägereien ausüben. Daneben werden auch diverse Videos eingespielt, bei denen unter anderem ähnlich wie bei Jackass gefährliche oder selbstverletzende Stunts und Mutproben durchgeführt werden.
Der erste Teil wurde von der Firma Indecline produziert, dessen Slogan lautet: Die Welt ist schlimmer, als du denkst!. Das Logo von Indecline zeigt einen Teufel in Anzug und Krawatte.
Insgesamt hat Indecline eine halbe Million DVDs (ca. 20 $ pro DVD) weltweit verkauft.
Die Videos sind aufgrund der Gewaltdarstellung umstritten. Der Verkauf der Videos ist in vielen Ländern verboten, darunter auch in England, Schottland, Nordirland oder Kanada.
Vor allem wegen der Darstellung des Bum Hunters, eines sogenannten Obdachlosenjägers, warfen amerikanische Fernsehsender der Firma Indecline vor, eine Gewaltwelle gegen Obdachlose losgetreten zu haben.
Schließlich wurden im Jahre 2005 die Gründer von „Indecline“ wegen des Organisierens von illegalen Kampfturnieren (Teil 1) zu sechs Monaten Gefängnis verurteilt.
Indecline verkaufte im Jahre 2006 die Rechte an „Bum Fights“ nach rechtlichen Schwierigkeiten an eine andere Produktionsfirma, welche die Nachfolger Volume 2, 3 und 4 veröffentlichte.

## Bumfights Videos
- 2002: Bumfights: A Cause for Concern
- 2003: Bumfights 2: Bumlife
- 2004: Bumfights 3: The Felony Footage
- 2006: Bumfights 4: Return Of the Ruckus